# Eldorado (Oklahoma)
Eldorado es un pueblo ubicado en el condado de Jackson en el estado estadounidense de Oklahoma. En el año 2010 tenía una población de 446 habitantes y una densidad poblacional de 223 personas por km².

## Geografía
Eldorado se encuentra ubicado en las coordenadas 34°28′21″N 99°38′58″O / 34.47250, -99.64944 (34.472560, -99.649330).

## Demografía
Según la Oficina del Censo en 2000 los ingresos medios por hogar en la localidad eran de $21,806 y los ingresos medios por familia eran $26,354. Los hombres tenían unos ingresos medios de $25,000 frente a los $15,000 para las mujeres. La renta per cápita para la localidad era de $12,003. Alrededor del 23.8% de la población estaban por debajo del umbral de pobreza.